# غود حسن (باغ صفا)
غود حسن (بالفارسية: گودحسن) هي قرية تقع في إيران في قسم باغ صفا الريفي. يقدر عدد سكانها بـ 95 نسمة بحسب إحصاء 2016.